# Evangelisches Landeskirchliches Archiv in Berlin
Das Evangelische Landeskirchliche Archiv in Berlin (ELAB) ist ein Archiv der Evangelischen Kirche Berlin-Brandenburg-schlesische Oberlausitz in Berlin. 
Seit dem Jahr 2000 ist es im Kirchlichen Archivzentrum Berlin in Berlin-Kreuzberg untergebracht.

## Aufgaben
Das Archiv verwaltet als landeskirchliche Dienststelle Archivgut der
- Kirchenprovinz Brandenburg der ehemaligen preußischen Landeskirche (der älteren Provinzen, APU)
- Evangelischen Kirche in Berlin-Brandenburg (EKiBB)
- Evangelischen Kirche Berlin-Brandenburg-schlesische Oberlausitz (EKBO)

Ferner übt das Archiv die Fachaufsicht über die Archive der Kirchenkreise und Kirchengemeinden aus.